# Hŭich’ŏn
Hŭich’ŏn-si (희천시; 熙川市) ist eine Stadt in der Provinz Chagang-do in Nordkorea. Sie besitzt etwa 168.180 Einwohner (Stand 2008).
In der Nähe der Stadt liegt der Huichon-Stausee.